# 堀アキ
堀 アキ（ほり あき、Aki Hori、1990年7月20日 - ）は、福島県出身のダンサー・タレント。ミスフーターズ2016日本代表、グラビアアイドルユニット 「G☆Girls」の元メンバー。

## 来歴・人物
福島県出身。仙台、京都に住んでいたこともある。3歳の頃から続けているダンスが特技。サザンオールスターズ、北島三郎などのライブステージでバックダンサーとして活躍。趣味は、手芸、陶芸、ファッション、メイク、お洒落なアイテム集め、TVゲーム（バイオハザードなど）。猫が好き。特技は、大食い（回転寿司で60皿）。好きな食べ物はお肉。苦手な食べ物はマグロ。座右の銘は「今、目の前にあること、今という時間を大切に、そして楽しんで！」。
2016年4月25日、アメリカンダイニング＆スポーツバーの「HOOTERS（フーターズ）」新宿西口店で開催された「ミスフーターズジャパンコンテスト2016」で銀座店のAKIとしてグランプリを受賞し、ミスフーターズ2016日本代表に選出された。7月、米国・ラスベガスで開催された「ミスフーターズ世界大会」へ日本代表として出場（Aki Okayama名義）。9月、総合格闘技パンクラスとフーターズとの包括的な提携に伴い、パンクラスの大会にラウンドガールとして出場。
2017年1月9日、光文社の写真週刊誌FLASH発のグラビアアイドルユニットG☆Girlsに加入。3月3日、自身が参加したG☆Girlsの6thシングル「ダイヤモンドラブ （c/w FURACHI）」がリリースされた。3月25日、時代劇専門チャンネルのオリジナルドラマ「小河(しょうが)ドラマ織田信長」（監督：細川徹、主演：三宅弘城）に本人役（フーターズガールAKI 役）で出演。5月3日、「ミスフーターズ世界大会（Hooters 20th International Swimsuit Pageant (2016)）」の様子がYOUTUBE上に公開された。
2018年春、本格的に米国での活動を開始。6月、Fusion TVとunWIREDTVの公式MCに就任。同月21日、初のイメージDVD「恋はアキいろ」がリリースされた。
2019年2月12日、グラビアアイドルとしての引退を宣言した。以降は主にテレビや映画関係の活動を行っていくとしている。

## 出演

### テレビ番組
- 「MLB宣言2016」（2016年7月3日、テレビ東京）
- 「小河(しょうが)ドラマ織田信長」（2017年3月、時代劇専門チャンネル）フーターズガールAKI 役
- 「きみだけTV」（2017年4月、TOKYO MX）
- 「ミスフーターズジャパンコンテスト2017　★ フーターズガールの魅力にせまる!」（2017年6月、TOKYO MX）

### イベント
- 「ミスフーターズジャパンコンテスト2016」（2016年4月25日、「HOOTERS（フーターズ）」新宿西口店）
- 「ミスフーターズ世界大会」エントリーNo.76（2016年7月、米国ネバダ州ラスベガス・パームス カジノリゾート）
- 「パンクラス」ラウンドガール（ミスフーターズジャパン2016として）（2016年9月 - 、ディファ有明）
- 「G☆Girls」ライブパフォーマンス（2017年 - ）
- 「小河(しょうが)ドラマ織田信長」特別レイトショー アフタートークイベント（2017年3月24日、渋谷・ユーロスペース）[15][16]
- 「第44回東京モーターサイクルショー」株式会社オーファブース Titanium Power HOOTERS Racingトークイベント（2017年3月24日 - 26日、東京ビッグサイト）[17][18]
- 「ミスフーターズジャパンコンテスト2017」プレゼンター（2017年5月19日、東京湾クルーズ「シンフォニー」船内）
- TOKYO GRAVURE IDOL FESTIVAL 2017（2017年8月4日 – 6日、TOKYO IDOL FESTIVAL 2017　GRAND MARKET）[19]
- 「週プレ酒BAR」日替わりママ（2018年2月7日、歌舞伎町・週プレ酒場内）

### 新聞
- 「華コンパニオン【ＡＫＩ、エンタメの聖地ラスベガスに立った経験は一生の宝】」（2017年4月30日、夕刊フジ）[20]

## 作品
- 「2017 HOOTERS CALENDAR」(2016年10月29日発売、HOOTERS ）
- CD G☆Girls「ダイヤモンドラブ （c/w FURACHI）」（2017年3月3日発売、tokyo torico）
- CD G☆Girls「熱っ波っ波 （c/w TOKYOシンデレラ）」（2017年8月23日発売、tokyo torico）
- CD G☆Girls「Raise a Flag（c/w 春の風が吹く街に）」（2018年3月14日発売、tokyo torico）
- DVD「恋はアキいろ」（2018年6月21日発売、イーネット・フロンティア）